# Вербы (Херсонская область)
Вербы (укр. Верби) — село в Нижнесерогозской поселковой общине Генического района Херсонской области Украины.
Население по переписи 2001 года составляло 730 человек. Почтовый индекс — 74731. Телефонный код — 5540. Код КОАТУУ — 6523880501.